# Sahana Kumari
Sahana Kumari Nagaraj Gobbargumpi (* 6. März 1982 in Someshwar, Karnataka) ist eine ehemalige indische Leichtathletin, die sich auf den Hochsprung spezialisiert hat.

## Sportliche Laufbahn
Ihren ersten internationalen Wettkampf bestritt Sahana Kumari im Jahr 2003, als sie bei den Afro-Asienspielen in Hyderabad mit übersprungenen 1,70 m den sechsten Platz belegte. Im Jahr darauf gewann sie bei den erstmals ausgetragenen Hallenasienmeisterschaften in Teheran mit einer Höhe von 1,79 m die Bronzemedaille hinter der Japanerin Miyuki Fukumoto und ihrer Landsfrau Bobby Aloysius. Kurz darauf nahm sie erstmals an den Südasienspielen in Islamabad teil und gewann dort mit 1,75 m die Silbermedaille hinter ihrer Landsfrau Sangeetha Mohan. 2008 belegte sie bei den Hallenasienmeisterschaften in Doha mit 1,80 m den vierten Platz und im Jahr darauf wurde sie bei den Asienmeisterschaften in Guangzhou mit 1,80 m Siebte. 2010 nahm sie erneut an den Südasienspielen in Dhaka teil und gewann dort mit übersprungenen 1,79 m die Silbermedaille hinter der Sri Lankerin Priyangika Madumanthi. Anschließend belegte sie bei den Commonwealth Games in Neu-Delhi mit 1,83 m den vierten Platz und erreichte anschließend bei den Asienspielen in Guangzhou mit einer Höhe von 1,84 m Rang sieben.
2012 wurde sie bei den Hallenasienmeisterschaften in Hangzhou mit 1,80 m den vierten Platz und verbesserte anschließend in Hyderabad den indischen Landesrekord auf 1,92 m und schaffte so die Qualifikation für die Olympischen Spiele in London, bei denen sie mit 1,80 m aber den Finaleinzug verpasste. Im Jahr darauf belegte sie bei den Asienmeisterschaften in Pune mit 1,86 m den vierten Platz und 2014 wurde sie bei den Commonwealth Games in Glasgow mit 1,86 m Achte, wie auch bei den anschließenden Asienspielen im südkoreanischen Incheon mit einer Höhe von 1,80 m. 2016 siegte sie bei ihren dritten Südasienspielen in Guwahati mit übersprungenen 1,78 m und klassierte sich im Jahr darauf bei den Asienmeisterschaften in Bhubaneswar mit 1,75 m auf dem sechsten Platz. Anschließend beendete sie ihre Karriere als Leichtathletin im Alter von 35 Jahren.
In den Jahren 2003 und 2004, 2006 sowie 2012 und 2015 wurde Kumari indische Meisterin im Hochsprung.

## Persönliche Bestleistungen
- Hochsprung: 1,92 m, 23. Juni 2012 in Hyderabad (indischer Rekord)
  - Hochsprung (Halle): 1,83 m, 29. Januar 2012 in Bengaluru